# Cryptothelea hoffmanni
Cryptothelea hoffmanni är en fjärilsart som beskrevs av Köhler 1939. Cryptothelea hoffmanni ingår i släktet Cryptothelea och familjen säckspinnare. Inga underarter finns listade i Catalogue of Life.